# Yuliya Shvayger
Yuliya Shvayger (in ucraino Юлія Швайгер?, Julija Švajher; Vinnycja, 20 ottobre 1994) è una scacchista ucraina, giocatrice per la Federazione israeliana, Maestro Internazionale e Grande Maestro Femminile.

## Carriera

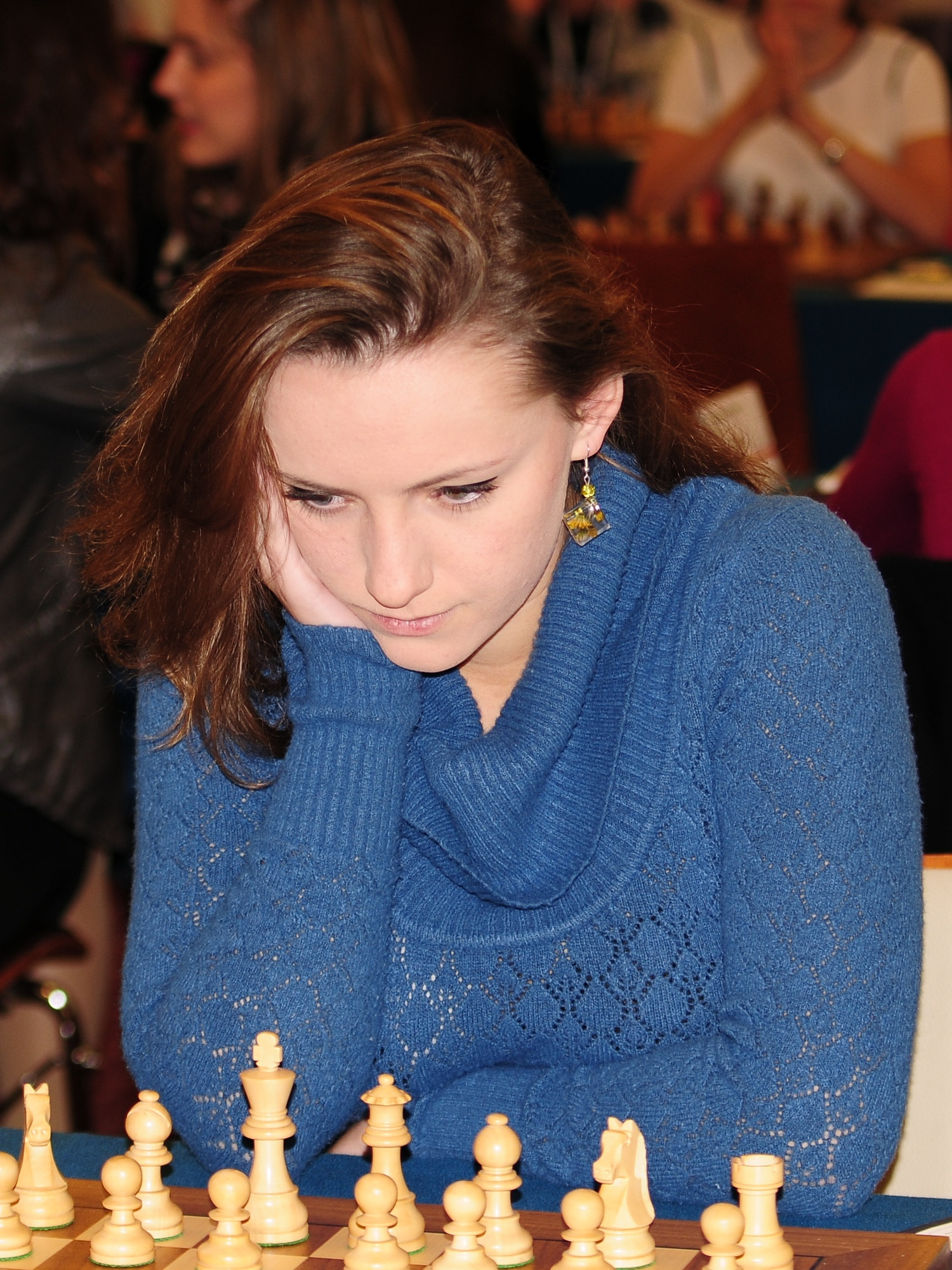
A Varsavia durante gli europei a squadre femminili del 2013

### Giovanili
Nel marzo 2008 ha vinto a Odessa il Campionato ucraino femminile under 16, stesso risultato che otterrà a Kiev nella sezione under 18 nel 2010.

### Risultati individuali
Ha partecipato ai Campionati europei individuali femminili nel 2016 e 2018, ottenendo un complessivo di +9 =9 -4. Il suo miglior piazzamento è stato il 12º posto dell'edizione 2016 a Mamaia.
Nel novembre 2018 ha partecipato al Campionato del mondo femminile, nel quale viene eliminata al primo turno dalla polacca Monika Soćko per 1½ - 1. Nel dicembre dello stesso anno ha vinto a Ma'alot-Tarshiha il Campionato israeliano femminile con 7 punti su 9 (+5 =4), quanti la WGM Marsel Efroimski e precedendola grazie ad un miglior punteggio Sonneborn-Berger. Ha vinto nuovamente l'evento nel 2021, ottenendo 8 su 9 e precedendo di 2 punti Nadejda Reprun.

### Nazionale
Dopo essere passata alla Federazione israeliana nel 2012 ha partecipato con la rappresentativa femminile di Israele alle Olimpiadi di Istanbul 2012 (riserva), Tromsø 2014 (2a scacchiera), Baku 2016 (1a scacchiera) e Batumi 2018 (1a scacchiera). Ha giocato in totale 41 partite con il risultato di 19 vittorie, 15 patte e 7 sconfitte.
Con la nazionale ha inoltre preso parte ai Campionati europei 2013 e 2017, ottenendo una medaglia di bronzo personale nel primo caso.

### Club
Con la Chengdu chess academy ha preso parte all'edizione 2017 del Campionato cinese a squadre, ottenendo 2 vittorie e 2 patte.

## Vita privata
È sposata dall'ottobre 2014 con il Grande Maestro azero Arkadij Naiditsch.